# AwiaWNITO
Die AwiaWNITO russisch Авиавнито war eine 1935 entwickelte sowjetische experimentelle Höhenforschungsrakete.

## Allgemein
Auf der 1. Allunionskonferenz zur Erforschung der Stratosphäre vom 31. März bis zum 6. April 1934 wurde beschlossen, Raketen zu schaffen die jenseits der 30-Kilometer-Höhengrenze vordringen können. Es wurde eine Kampagne „Zur Erstürmung der Stratosphäre“ entfacht.
Entwickelt wurde die Rakete bei der wissenschaftlich-ingenieurtechnischen Allunionsgesellschaft für Luftfahrt (AwiaWNITO) unter Leitung von A.I. Poljarny. Als Grundlage diente die beim GIRD entwickelte GIRD-05. Als Triebwerk wurde das 12K von Leonid Duschkin ausgewählt. Gestartet wurde sie von einer 48 Meter hohen Startlafette.
Im Kopfteil befand sich ein von S.A. Piwowarow entwickelter barometrischer Höhenmesser an einem Fallschirm, der ausgestoßen werden sollte.
Die Prawda berichtete über den ersten Testflug am 6. April 1935, der aber nicht wie geplant verlief. Am 15. August 1937 erfolgte erst der zweite Startversuch, bei dem der Höhenschreiber eine erreichte Höhe von 2400 Meter und die optische Bahnverfolgung von 3000 Meter ermittelte.